# Parliament House (Sydney)

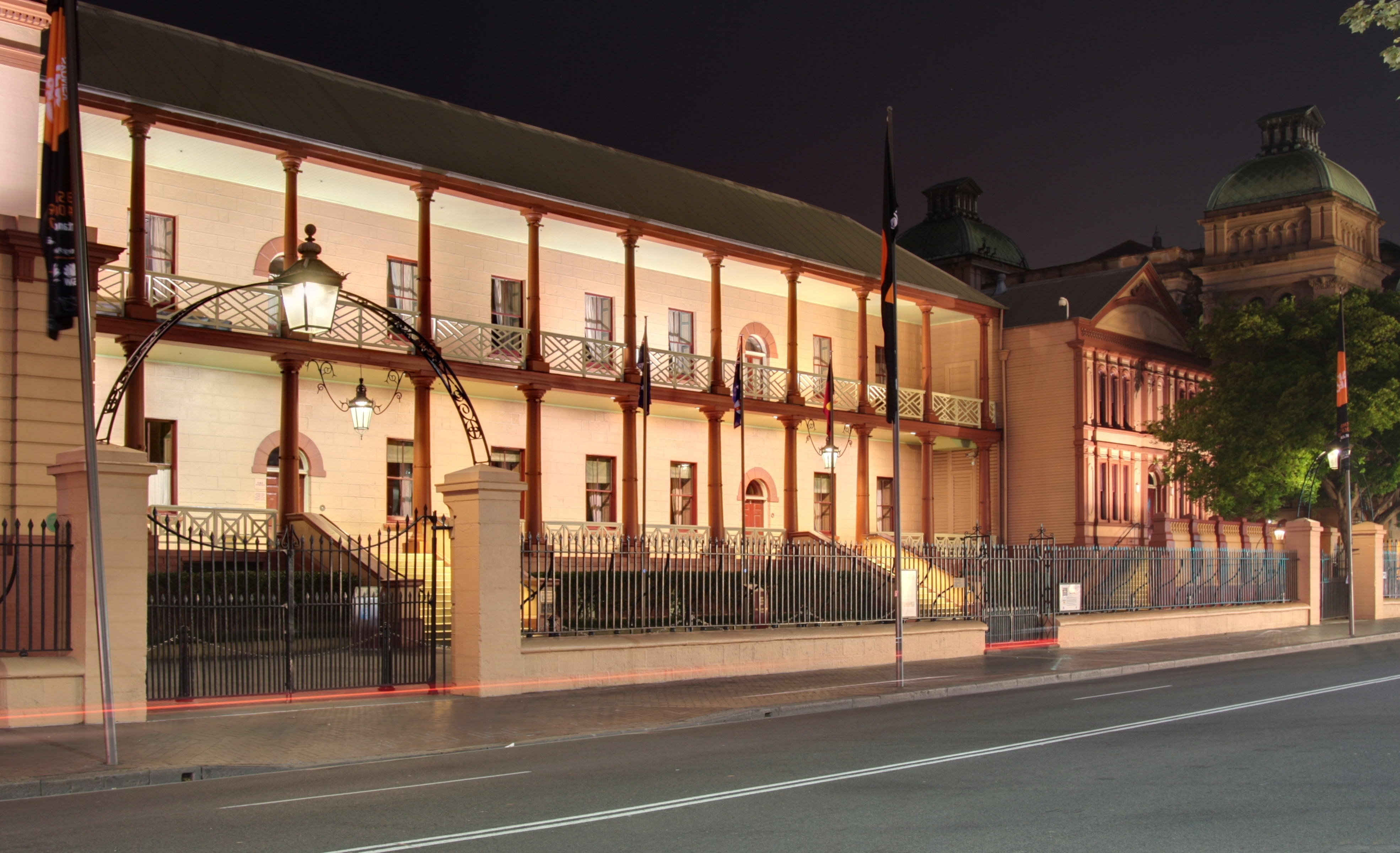
Parliament House in Sydney

Das Parliament House (Parlamentsgebäude) von New South Wales in Sydney, Australien, ist Teil eines historischen Gebäudekomplexes. Es war früher ein Teil eines Krankenhauses, das von 1811 bis 1816 erbaut wurde; es befindet sich in der Innenstadt in der Macquarie Street und ist eines der ältesten Gebäude Sydneys.

## Geschichte
Das Parliament House wurde als Nordflügel des Sydney Hospitals eingerichtet. Dieses Krankenhaus wird auch Rum Hospital genannt, weil es durch die Vergabe eines staatlichen Rum-Monopols finanziert wurde. Die Bauinitiative geht auf den Gouverneur Lachlan Macquarie im Jahr 1810 zurück. Das Gebäude ist zweigeschossig, wobei die Säulen im Dorischen Stil gestaltet wurden. Der Bau wurde 1816 vollendet, doch schon während der Bauzeit des dreiflügeligen Krankenhauses gab es kritische Diskussionen über den Bau. Macquarie beauftragte den Sträfling und Architekten Francis Greenway eine Expertise über den Bau zu erstellen. Das Ergebnis war, dass er sowohl die technische Güte des Baus als auch die Gestaltung insbesondere der Säulenproportionen kritisierte.
Im ursprünglichen Gebäude des Parlaments befand sich das Quartier des Chefchirurgen. Als sich im Jahr 1824 das New South Wales Legislative Council konstituierte, eine Gesetzgebende Versammlung, wurde es zunächst im Old Parliament House in Parramatta untergebracht. Als jedoch 1829 die Mitgliederzahl des Parlaments von 5 auf 15 Mitglieder erhöht wurde, waren die Räume in Parramatta zu klein und die Versammlungen fanden im Nordflügel des Krankenhauses statt. Lediglich zwei Räume blieben dem Chefchirurgen vorbehalten und die anderen fünf Räume wurden von Angestellten des Councils und weiteren Offiziellen in Anspruch genommen. Das Legislative Council bestand ab 1843 aus 36 Mitgliedern, dafür reichten die Räume nicht aus und das neue Council nahm den gesamten Gebäudeflügel in Anspruch. Weiterer Bedarf entstand 1856 als in New South Wales das Zweikammer-System eingeführt wurde. Diese Versammlungen fanden in einem neuen aus Eisen bestehendes Gebäude am Südende des Geländes des Hospitals statt. Das Gebäude wurde in England vorgefertigt und in Sydney aufgebaut. Die neuen Kammern nahmen ihre Sitzungen am 22. Mai 1856 auf. Das neue Gebäude war nicht ideal, es hatte vor allem wegen des Blechdachs eine schlechte Akustik, Lüftung und Ausleuchtung.
In den Jahren 1931 bis 1936 befand sich in dem Gebäude das erste Museum Australiens, eine kleine naturhistorische Sammlung. Die Mensa des Parlaments wurde 1969 hinter dem Hospitalgebäude gebaut und die Bibliothek des Parlaments, die 1850 aufgebaut wurde, vergrößerte sich im Laufe der Zeit und wurde mit dem Greenway Room und dem  Jubilee Room, dem Leseraum, im Parlamentsgebäude im Jahr 1906 verbunden.
In 1974 wurde damit begonnen, den ursprünglichen Zustand des Gebäudes weitestgehend wiederherzustellen. Die Parlamentsbibliothek wurde in das neue 12-stöckige Verwaltungsgebäude ausgelagert und 1980 fertiggestellt. Das Interieur der beiden Kammern wurde 1985 wieder so aufgebaut, wie es 1892 ausgesehen haben soll.

## Struktur
Im Gebäude residiert das heutige Parlament. Es besteht aus zwei Kammern, dem Legislative Council und der Legislative Assembly. Die Verwaltung des Parlaments (Department of Parliamentary Services) wird von Chief Executive Officer jeder Kammer betrieben, Clerk of the Parliaments (Clerk of the Legislative Council) und Clerk of the Legislative Assembly. Des Weiteren gibt es in den Parliamentary Services einen Executiv Manager.